# 大内山村
大内山村（おおうちやまむら）は、かつて三重県度会郡にあった村。南勢地域（伊勢志摩）に含まれる。
2005年（平成17年）2月14日、度会郡大宮町、紀勢町と合併して大紀町が発足し、大内山村は廃止された。酪農が盛んで、大内山牛乳というブランドで知られている。

## 地理
宮川の支流である大内山川上流の地域にあたる。ほとんどが山林で、スギなどの人工林が多い。全国屈指の多雨地帯である。
- 河川: 大内山川

### 隣接していた自治体
- 多気郡宮川村
- 度会郡紀勢町
- 北牟婁郡紀伊長島町

## 歴史
- 1876年（明治9年） - 近世以来の駒村・間弓村・川口村・中野村・米ヶ谷村が合併して大内山村となる。
- 1889年（明治22年）4月1日 - 町村制の施行により、大内山村が単独で自治体を形成。
- 2005年（平成17年）2月14日 - 大宮町・紀勢町と合併して大紀町が発足。同日大内山村廃止。

## 行政
- 村長：小倉文也（1989年7月1日から）

## 教育

### 中学校
- 大内山村立大内山中学校 - 合併後の2009年、大紀町立大紀中学校へ統合された。

### 小学校
- 大内山村立大内山小学校 - 合併後の2009年、大紀町立大紀小学校へ統合された[2]。

## 交通

### 鉄道
- 東海旅客鉄道
  - 紀勢本線：大内山駅 - 梅ヶ谷駅

### バス
- 三重交通

### 道路
- 一般国道
  - 国道42号
- 三重県道（一般県道）
  - 三重県道758号檜原大内山線